# Göran Waxberg
Göran Waxberg (* 23. Mai 1919 in Kolbäck; † 17. Januar 2007 in Höganäs) war ein schwedischer Leichtathlet. Bei den Europameisterschaften 1946 gewann er die Bronzemedaille im Zehnkampf.
Waxberg gewann den schwedischen Meistertitel im Zehnkampf von 1942 bis 1945 und im Fünfkampf von 1943 bis 1945. 1943 war er Weltjahresbester im Zehnkampf mit 7008 Punkten (6594 Punkte nach heutiger Wertung). 1944 stellte er mit 3574 Punkten (3651 Punkte nach heutiger Wertung) einen schwedischen Rekord im Fünfkampf auf, der erst 1971 übertroffen wurde.
Die ersten Europameisterschaften nach dem Zweiten Weltkrieg fand vom 22. bis zum 25. August 1946 in Oslo statt. Es dominierten die Schweden, die vom Krieg verschont geblieben waren. Im Zehnkampf siegte allerdings der Norweger Godtfred Holmvang mit 6987 Punkten vor Sergei Kusnezow aus der Sowjetunion mit 6930 Punkten, Göran Waxberg wurde Dritter mit 6661 Punkten (6504 Punkte nach heutiger Wertung) vor dem Schweizer Armin Scheurer mit 6655 Punkten.
Mit dem Abschluss seines Tiermedizinstudiums in Stockholm beendete Waxberg auch seine aktive sportliche Karriere, da er sich zunächst mit einer eigenen Klinik selbständig machte und später Stadtveterinär von Helsingborg wurde.